# Eduard Dingeldey

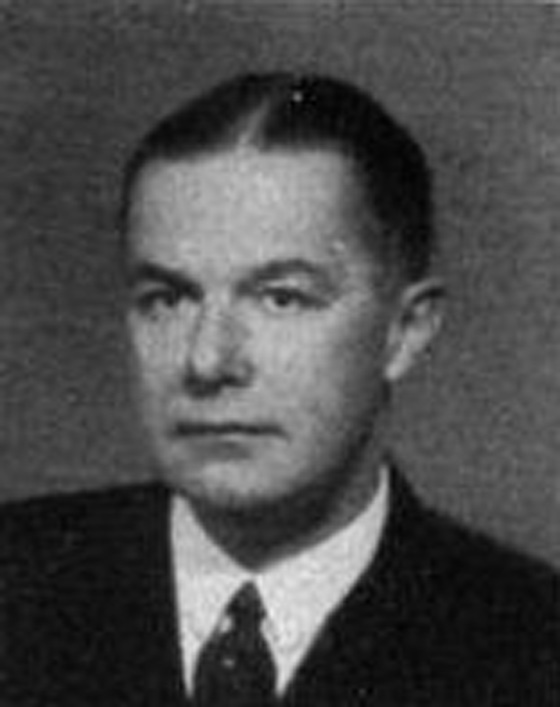
Eduard Dingeldey

Peter Gustav Eduard Dingeldey (* 27. Juni 1886 in Gießen; † 19. Juli 1942 in Heidelberg) war ein deutscher Jurist und Politiker (DVP).

## Leben und Ausbildung
Eduard Dingeldey studierte Rechtswissenschaften und Volkswirtschaft an den Universitäten Heidelberg, Berlin und Gießen, wurde Regierungsassessor am Kreisamt Worms und arbeitete später als Rechtsanwalt in Darmstadt bzw. ab 1931 in Berlin. Während seines Studiums in Heidelberg wurde Dingeldey Mitglied der Verbindung Rupertia.

## Politik
Er wurde 1919 Mitglied und Parteivorsitzender der Deutschen Volkspartei in Hessen. 1919 bis 1928 gehörte er für die DVP dem hessischen Landtag an (Nachrücker nach seinem Ausscheiden war Wilhelm Kunkel) und war dort Fraktionsvorsitzender. Von 1922 bis 1928 war er zudem Mitglied im Reichsparteivorstand.
Dingeldey war von Mai 1928 bis November 1933 Mitglied des Reichstages und seit 1930 Fraktionsvorsitzender seiner Partei. Er setzte sich ab 1930 für die Bildung einer sogenannten „Staatsbürgerpartei“ ein, scheiterte aber mit diesem Vorhaben.
Von 1931 bis zur Auflösung der Partei 1933 war Dingeldey Vorsitzender der DVP. Innerhalb der DVP versuchte er zwischen den Liberalen und den eher konservativ Ausgerichteten zu vermitteln, was ihm aber kaum gelang. 1932 schloss er mit der DNVP ein Wahlabkommen, das sich gegen SPD und Zentrum richtete. Nach der Reichstagswahl vom 5. März 1933 waren er und Otto Hugo die einzigen verbliebenen Reichstagsabgeordneten der DVP, wobei Hugo nach dem 23. April 1933 durch Emil von Stauß ersetzt wurde. Aufgrund einer Krankmeldung nahm Dingeldey als einer von zwei Abgeordneten aus dem bürgerlichen Lager nicht an der Abstimmung zum Ermächtigungsgesetz am 24. März 1933 teil. Obwohl er sich zunächst gegen eine Zusammenarbeit mit den Nationalsozialisten ausgesprochen und noch im Juni 1933 die von seinem früheren Stellvertreter Otto Hugo geförderte Überführung der DVP in die NSDAP abgelehnt hatte, wechselte er 1933 als Hospitant zur NSDAP-Reichstagsfraktion, um so die zwei Reichstagssitze der DVP zumindest bis zur Auflösung der Partei am 4. Juli 1933 zu erhalten.
Während der Zeit des Nationalsozialismus arbeitete er wieder als Rechtsanwalt.

## Familie
Eduard Dingeldey war ein Sohn des evangelischen Pfarrers, Kirchenrates und Synodalen August Dingeldey (1854–1920) und dessen Frau Elisabeth „Bessie“, geborene Wilson. Er heiratete am 23. April 1919 Elisabeth Hildegard, geborene Merck und verwitwete Freifrau von Glenck. Sein Bruder war der Landrat Alfred Dingeldey. Er entstammt über seine Großmutter Emma Regina Dingeldey geb. Büchner dem Geschlecht Büchner, dass den berühmten Schriftsteller Georg Büchner hervorbrachte. Ferner war er ein Glied der Neunkirchner Dingeldey, die auf den Centschöffen Alexander Dingeldey als Ahnherr zurückgehen und 1538 erstmals urkundlich erscheinen.